# Estatua ecuestre del duque de Cambridge (Whitehall)
La estatua ecuestre de Jorge, duque de Cambridge es un monumento de tamaño natural realizado por Adrian Jones en 1907, instalado en Whitehall (Londres).

## Historia
El príncipe Arturo, duque de Connaught y Strathearn, fue nombrado presidente del comité para erigir un monumento a su primo el príncipe Jorge, duque de Cambridge. El arquitecto John Belcher y el escultor Adrian Jones colaboraron en el proyecto. Belcher dirigió la propuesta original en 1905, en la que solicitaba que el Ayuntamiento de Westminster permitiera la construcción de la estatua en el exterior de Horse Guards, en Whitehall. En julio de 1906, mientras se esculpía la estatua en el estudio de Jones en Church Street (Chelsea), recibió la visita en una ocasión de la reina Alejandra, acompañada de su hija la princesa Victoria, la princesa heredera Sofía de Grecia, duquesa de Esparta, y el príncipe Jorge de Grecia y Dinamarca.
En octubre del año siguiente, el comité cambió de opinión sobre la ubicación de la estatua. El nuevo edificio de la Oficina de Guerra se había inaugurado en agosto, y solicitaron una modificación del permiso concedido por el Ayuntamiento de Westminster para cambiar la ubicación del edificio y colocarla en su lugar en el exterior. La construcción del zócalo se encargó a una empresa constructora, Pethick Brothers, y se terminó el 18 de mayo de 1907. Se utilizaron 45 toneladas de granito, y se esperaba que la altura combinada del zócalo y la estatua fuera de unos 25 pies (7,6 m). La estatua fue añadida poco después, durante la noche, y luego se ocultó hasta la inauguración.
Fue inaugurada el 15 de junio de 1907 por el rey Eduardo VII, que había sido escoltado desde el Palacio de Buckingham por un destacamento del 2.º Regimiento de los Life Guards. Le acompañaron en el viaje y en la ceremonia la reina Alejandra, la princesa Victoria, Eduardo, príncipe de Gales, el duque de Connaught y Strathearn y el príncipe Christian de Schleswig-Holstein.
Entre los asistentes a la ceremonia se encontraban varios miembros del 24.º Regimiento de Infantería "von Goeben" del ejército alemán, del que el Duque había sido coronel honorario. El grupo estaba encabezado por el mariscal de campo Wilhelm von Hahnke. También estaban presentes varios militares británicos, entre ellos el general de división Wykeham Leigh Pemberton. Durante la ceremonia, el Rey declaró: "La estatua que voy a inaugurar queda al cuidado de la ciudad de Westminster". Esto fue inesperado, ya que la estatua era en realidad propiedad de la Oficina de Obras. Pasaron unas dos semanas antes de que las dos oficinas llegaran a un acuerdo para que la ciudad de Westminster la devolviera a la Oficina de Obras.
En noviembre de 2012, un hombre desnudo se subió a la estatua durante más de una hora hasta que se le convenció de que bajara y fue puesto bajo custodia policial.

## Diseño
Jones esculpió al duque de Cambridge a caballo, mientras llevaba el uniforme completo de un mariscal de campo. Incluye sus medallas, como las cuatro órdenes de caballería y sus medallas de campaña. La escultura sostiene en su mano un bastón de mando, que pretendía representar el que le regaló el rey Guillermo IV al padre del duque, y en la otra mano lleva las riendas del caballo. A los lados del zócalo hay dos paneles en bajorrelieve que muestran la relación del duque con los Guardias Granaderos y el Regimiento n.º 17 de Lanceros.